# Satèl·lit regular

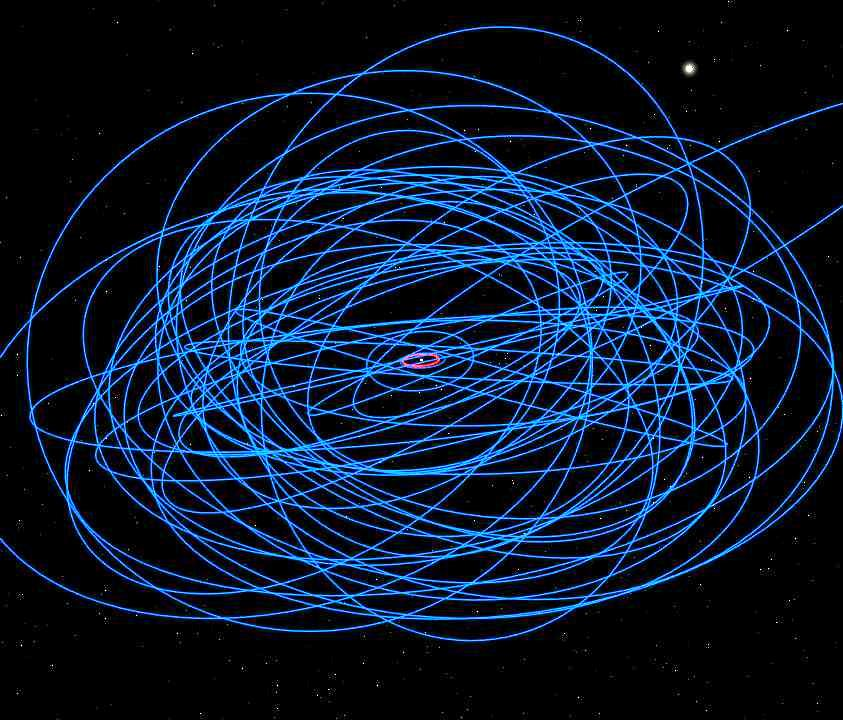
Exemple dels satèl·lits irregulars de Saturn.

En astronomia, un satèl·lit regular és un satèl·lit natural que segueix una òrbita prògrada i amb baixa inclinació i excentricitat orbital. Es creu que es formaren en òrbita amb el seu primari, a diferència dels satèl·lits irregulars, que foren capturats.
Hi ha almenys 55 satèl·lits regulars en els 8 planetes del sistema solar: un a la Terra, vuit a Júpiter, vint-i-dos a Saturn, divuit a Urà i sis a Neptú.